# ایستگاه متروی ایست هام
ایستگاه متروی ایست هام (انگلیسی: East Ham tube station) یکی از ایستگاه‌های خط ناحیه و خط همرسمیت و سیتی متروی لندن است.
این ایستگاه که در ناحیه ایست هام قرار دارد در سال ۱۸۵۸ میلادی تأسیس شده است.

## نگارخانه

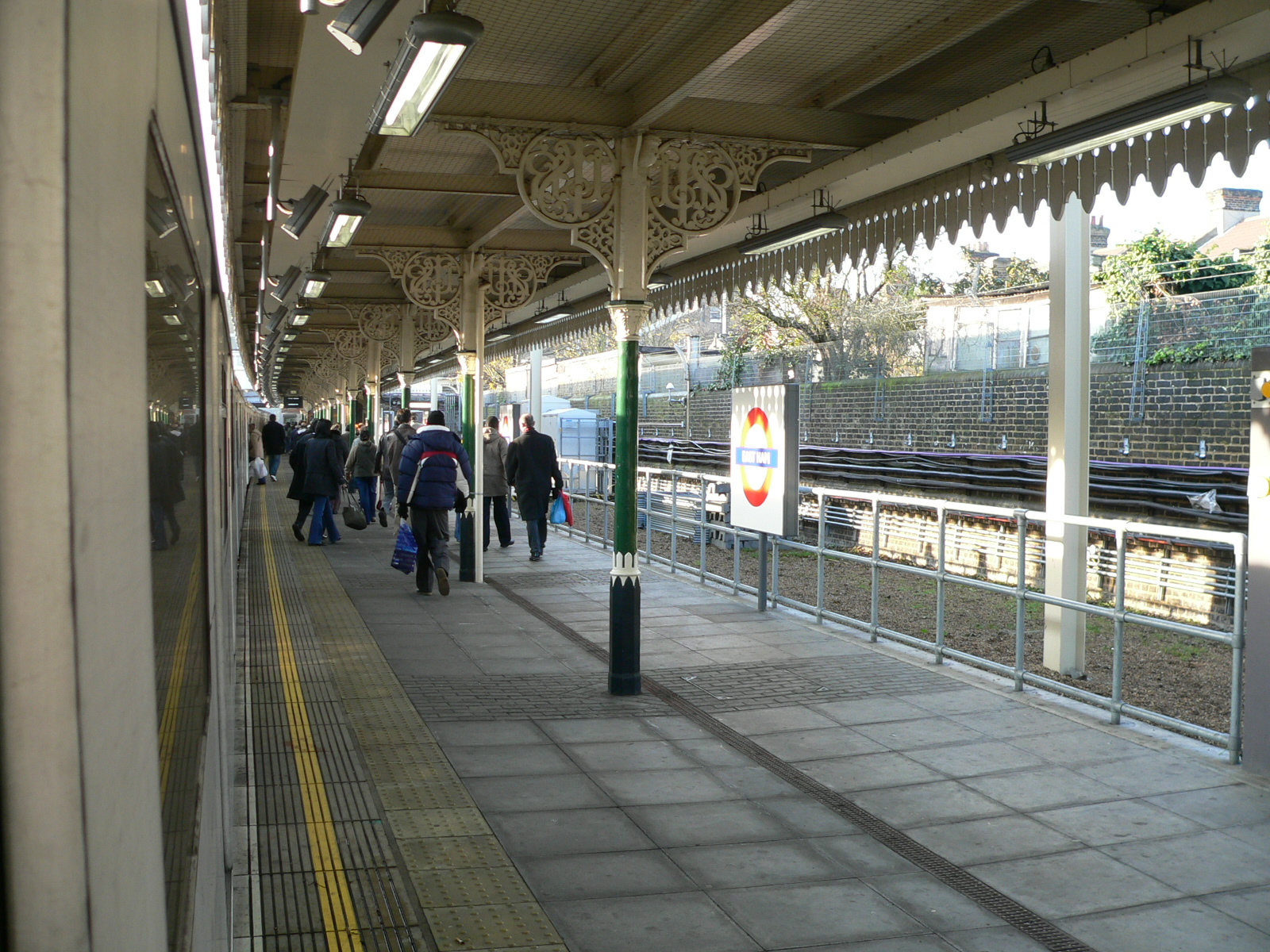
District line train at the eastbound platform.
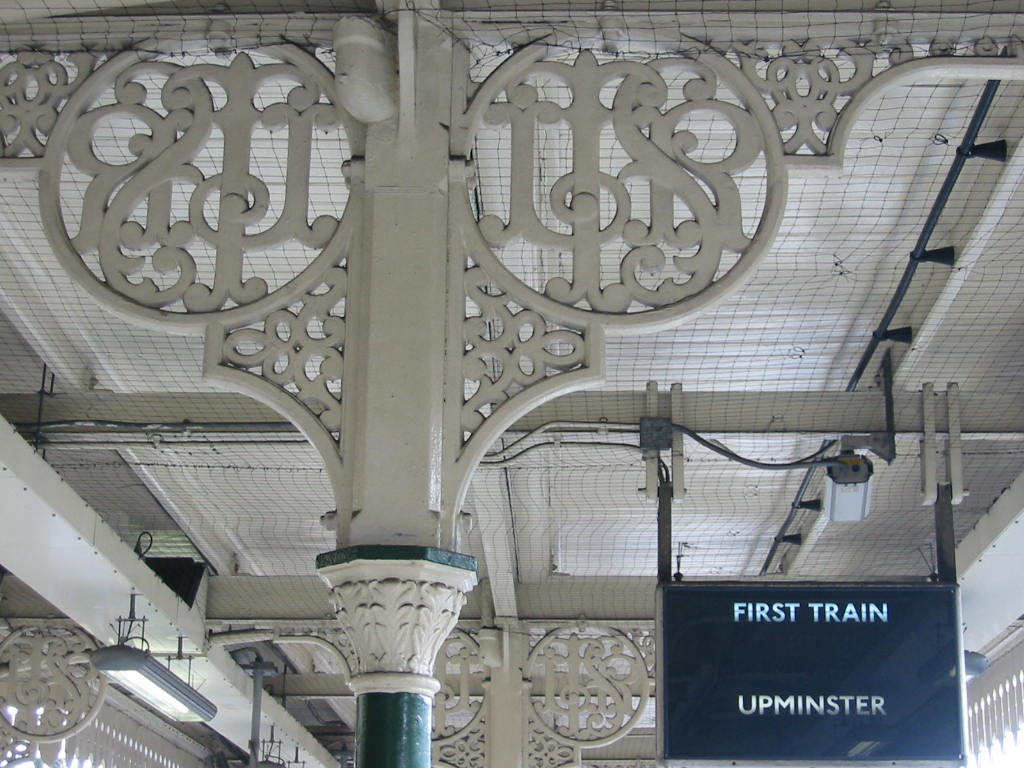
'Lightbox' destination display and canopy support detail 'LTSR' on eastbound platform.
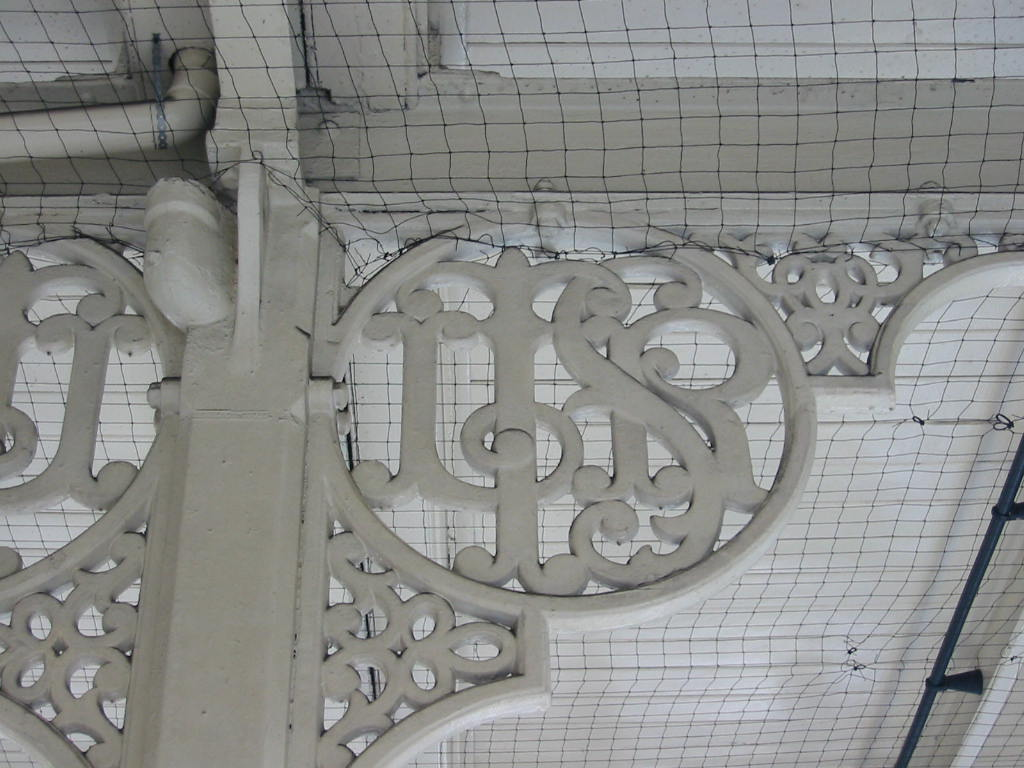
Close-up of 'LTSR' detail on canopy support.